# Коляда Леонід Васильович
Коляда Леонід Васильович (нар. 22 серпня 1964 — †14 грудня 1982) — радянський військовик, учасник афганської війни.

## Життєпис
Народився 22 серпня 1964 року в с. Собіщиці Володимирецького району Рівненської області. Закінчив Собіщицьку восьмирічну школу і в 1979 році поступив на навчання у Володимирецьке СПТУ № 29, яке закінчив у 1982 році за спеціальністю слюсар- сантехнік.
Призваний в ряди Радянської Армії з 3 жовтня 1982 року. У складі ОКРВ був направлений в Афганістан.
Загинув 14 грудня 1982 року.

## Нагороди
- орден Червоної Зірки (посмертно)